# Ari Koivunen
Ari Koivunen (Kouvola, 7 giugno 1984) è un cantante finlandese.

## Carriera
Nel 2007 ha vinto il talent show Idols e ha cominciato ufficialmente la carriera di cantante. Il suo primo album Fuel for the Fire è stato pubblicato nel maggio 2007 e vede la partecipazione di importanti artisti come Jarkko Ahola, Marco Hietala, Timo Tolkki e Tony Kakko.
Nel giugno 2008 esce Becoming.
Nello stesso anno diventa il vocalist del gruppo technical death metal Amoral. I primi dischi realizzati con questo gruppo sono Show Your Colors (2009) e Beneath (2011).

## Discografia

### Da solista
Album
- 2007 - Fuel for the Fire
- 2008 - Becoming

### Con gli Amoral
- 2009 - Show Your Colors
- 2011 - Beneath
- 2014 - Fallen Leaves & Dead Sparrows